# Special Final in Dome Memorial Collection
Special Final in Dome Memorial Collection é o terceiro extended play (EP) japonês pertencente ao grupo sul-coreano Big Bang. O seu lançamento ocorreu em 5 de dezembro de 2012, através da YGEX. O EP serviu como um álbum especial do grupo e foi lançado como parte de sua turnê primeira mundial Alive Galaxy Tour. Comercialmente, Special Final in Dome Memorial Collection atingiu a posição de número seis na parada semanal da Oricon Albums Chart. 

## Antecedentes e lançamento
Através de sua primeira turnê mundial, realizada majoritariamente durante o ano de 2012, o Big Bang tornou-se o primeiro artista coreano a realizar apresentações nas três maiores arenas de cúpula japonesas em uma mesma turnê, sendo elas, pela Tokyo Dome em Tóquio, Kyocera Dome em Osaka e Yahoo! Japan Dome em Fukuoka. Em 6 de novembro de 2012, foi anunciado que em comemoração a este feito, um EP especial seria lançado, contendo suas faixas em língua japonesa (com exceção de "Wedding Dress"), no qual uma canção seria pertencente ao grupo e as demais cinco canções, iriam corresponder aos respectivos projetos solos dos membros.
Special Final in Dome Memorial Collection foi comercializado através das versões de CD, CD+DVD, CD+DVD+ítens promocionais e playbutton. A edição de CD+DVD, inclui a apresentação do Big Bang no festival japonês A-Nation de 2012.

## Lista de faixas
| Special Final in Dome Memorial Collection – Edição padrão |                                     |                                        |                                   |                  |         |  |
| N.º                                                       | Título                              | Letras                                 | Música                            | Artista          | Duração |  |
| 1.                                                        | "That Guy" (あんなヤツ; Anna Yatsu) | G-Dragon, Teddy Park, Verbal           | Teddy Park, G-Dragon, Seo Won Jin | G-Dragon         | 3:19    |  |
| 2.                                                        | "Wedding Dress" (versão em inglês)  | Perry                                  | Teddy Park, Taeyang "Sol"         | Taeyang "Sol"    | 4:06    |  |
| 3.                                                        | "Wings"                             | G-Dragon, Daesung "D-Lite", RJ Project | G-Dragon, Pil Kang Choi           | Daesung "D-Lite" | 3:42    |  |
| 4.                                                        | "What Can I Do"                     | Seungri "V.I", Sunny Boy               | Seungri "V.I", Bigtone, P.K       | Seungri "V.I"    | 3:36    |  |
| 5.                                                        | "High High"                         | G-Dragon, T.O.P, Teddy Park, Sunny Boy | Teddy Park                        | GD&TOP           | 3:05    |  |
| 6.                                                        | "Fantastic Baby"                    | G-Dragon, T.O.P, Verbal                | Teddy Park, G-Dragon              | Big Bang         | 3:50    |  |
| Duração total:                                            | Duração total:                      | Duração total:                         | Duração total:                    | Duração total:   | 21:41   |  |

| Conteúdo bônus em DVD – Edição CD+DVD |                                                                                    |         |  |
| N.º                                   | Título                                                                             | Duração |  |
| 1.                                    | "Monster" (Vídeo musical)                                                          |         |  |
| 2.                                    | "Alive (Intro)" (Apresentação ao vivo no a-nation Stadium Festival em 26-08-2012)  |         |  |
| 3.                                    | "Tonight" (Apresentação ao vivo no a-nation Stadium Festival em 26-08-2012)        |         |  |
| 4.                                    | "Hands Up" (Apresentação ao vivo no a-nation Stadium Festival em 26-08-2012)       |         |  |
| 6.                                    | "Bad Boy" (Apresentação ao vivo no a-nation Stadium Festival em 26-08-2012)        |         |  |
| 7.                                    | "Feeling" (Apresentação ao vivo no a-nation Stadium Festival em 26-08-2012)        |         |  |
| 8.                                    | "Gara Gara Go!!" (Apresentação ao vivo no a-nation Stadium Festival em 26-08-2012) |         |  |
| 9.                                    | "My Heaven" (Apresentação ao vivo no a-nation Stadium Festival em 26-08-2012)      |         |  |
| 10.                                   | "Big Bang Alive Tour 2012 in Japan MC" (Resumo)                                    |         |  |
| 11.                                   | "Big Bang 2009 Bastidores" (Resumo)                                                |         |  |

## Desempenho nas paradas musicais
Special Final in Dome Memorial Collection estreou em seu pico de número oito na Billboard Japan Top Albums Sales. Na parada da Oricon, o EP posicionou-se em número seis pela Oricon Albums Chart, obtendo vendas de 45,910 mil cópias em sua primeira semana.

### Posições
| Paradas (2012)                           | Melhor posição |
| ---------------------------------------- | -------------- |
| Japão (Billboard Japan Top Albums Sales) | 8              |
| Japão (Oricon Weekly Albums Chart)       | 6              |

## Histórico de lançamento
| Região | Data                  | Formato                                | Gravadora |
| ------ | --------------------- | -------------------------------------- | --------- |
| Japão  | 5 de dezembro de 2012 | CD CD+ DVD download digital playbutton | YGEX      |